# Probota (okręg Suczawa)
Probota – miejscowość w Rumunii, położona w północnej części Mołdawii w pobliżu linii kolejowej łączącej Suczawę i Jassy.
W Probota znajduje się obronny monastyr Probota z malowaną cerkwią pod wezwaniem św. Mikołaja z XVI w., fundacja Piotra Raresza, wpisaną wraz z innymi malowanymi cerkwiami północnej Mołdawii na listę światowego dziedzictwa UNESCO. 